# Дальсгор, Хенрик
Хенрик Дальсгор (дат. Henrik Dalsgaard; род. 27 июля 1989, Роум, Виборг) — датский футболист, защитник клуба «Орхус». Выступал за сборную Дании. Участник чемпионата мира 2018 года.

## Клубная карьера
Дальсгор начал профессиональную карьеру в клубе «Ольборг». 11 мая 2014 года в матче против «Орхуса» он дебютировал в датской Суперлиге. 31 мая в поединке против «Норшелланн» Хенрик забил свой первый гол за «Ольборг». В 2014 году он помог клубу выиграть чемпионат и завоевать Кубок Дании.
В начале 2016 года на правах свободного агента Дальсгор перешёл в бельгийский «Зюлте-Варегем». 15 января в матче против «Генка» он дебютировал в Жюпиле лиге. 23 января в поединке против «Ауд-Хеверле Лёвен» Хенрик забил свой первый гол за «Зюльте-Варегем». В 2017 году он помог клубу выиграть Кубок Бельгии.
Летом 2017 года Дальсгор перешёл в английский «Брентфорд», подписав контракт на 3 года. 5 августа в матче против «Шеффилд Юнайтед» в Чемпионшипе.
7 июня 2021 года Дальсгор вернулся в Данию в качестве свободного агента, чтобы подписать трехлетний контракт с «Мидтьюлланном».

## Международная карьера
В 2011 году в составе молодёжной сборной Дании Дальсгор принял участие в домашнем чемпионате Европы. На турнире он сыграл в матчах против команд Швейцарии, Беларуси и Исландии.
26 января 2013 года в товарищеском матче против сборной Канады Дальсгор дебютировал за сборную Дании.
В 2018 году Дальсгор принял участие в чемпионате мира в России. На турнире он сыграл в матчах против команд Перу, Австралии, Франции и Хорватии.
Свой первый гол за сборную забил 26 марта 2019 года в добавленное время в отборочном матче Евро-2020 со сборной Швейцарии.

## Статистика

### Матчи Дальсгора за сборную Дании
| Матчи Дальсгора за сборную Дании | Матчи Дальсгора за сборную Дании | Матчи Дальсгора за сборную Дании | Матчи Дальсгора за сборную Дании | Матчи Дальсгора за сборную Дании | Матчи Дальсгора за сборную Дании |
| -------------------------------- | -------------------------------- | -------------------------------- | -------------------------------- | -------------------------------- | -------------------------------- |
| №                                | Дата                             | Соперник                         | Счёт                             | Голы Дальсгора                   | Соревнование                     |
| 1                                | 24 марта 2016                    | Исландия                         | 2:1                              | —                                | Товарищеский матч                |
| 2                                | 29 марта 2016                    | Шотландия                        | 0:1                              | —                                | Товарищеский матч                |
| 3                                | 3 июня 2016                      | Босния и Герцеговина             | 2:2                              | —                                | Товарищеский матч                |
| 4                                | 10 июня 2017                     | Казахстан                        | 3:1                              | —                                | Чемпионат мира 2018 (отбор)      |
| 5                                | 1 сентября 2017                  | Польша                           | 4:0                              | —                                | Чемпионат мира 2018 (отбор)      |
| 6                                | 4 сентября 2017                  | Армения                          | 4:1                              | —                                | Чемпионат мира 2018 (отбор)      |
| 7                                | 5 октября 2017                   | Черногория                       | 1:0                              | —                                | Чемпионат мира 2018 (отбор)      |
| 8                                | 8 октября 2017                   | Румыния                          | 1:1                              | —                                | Чемпионат мира 2018 (отбор)      |
| 9                                | 22 марта 2018                    | Панама                           | 1:0                              | —                                | Товарищеский матч                |
| 10                               | 2 июня 2018                      | Швеция                           | 0:0                              | —                                | Товарищеский матч                |
| 11                               | 9 июня 2018                      | Мексика                          | 2:0                              | —                                | Товарищеский матч                |
| 12                               | 16 июня 2018                     | Перу                             | 1:0                              | —                                | Чемпионат мира 2018              |
| 13                               | 21 июня 2018                     | Австралия                        | 1:1                              | —                                | Чемпионат мира 2018              |
| 14                               | 26 июня 2018                     | Франция                          | 0:0                              | —                                | Чемпионат мира 2018              |
| 15                               | 1 июля 2018                      | Хорватия                         | 1:1 (2:3 пен.)                   | —                                | Чемпионат мира 2018              |
| 16                               | 9 сентября 2018                  | Уэльс                            | 2:0                              | —                                | Лига наций УЕФА 2018/2019        |
| 17                               | 13 октября 2018                  | Ирландия                         | 0:0                              | —                                | Лига наций УЕФА 2018/2019        |
| 18                               | 16 ноября 2018                   | Уэльс                            | 2:1                              | —                                | Лига наций УЕФА 2018/2019        |
| 19                               | 21 марта 2019                    | Косово                           | 2:2                              | —                                | Товарищеский матч                |
| 20                               | 26 марта 2019                    | Швейцария                        | 3:3                              | 1                                | Чемпионат Европы 2020 (отбор)    |
| 21                               | 7 июня 2019                      | Ирландия                         | 1:1                              | —                                | Чемпионат Европы 2020 (отбор)    |
| 22                               | 8 сентября 2019                  | Грузия                           | 0:0                              | —                                | Чемпионат Европы 2020 (отбор)    |
| 23                               | 12 октября 2019                  | Швейцария                        | 1:0                              | —                                | Чемпионат Европы 2020 (отбор)    |
| 24                               | 15 октября 2019                  | Люксембург                       | 4:0                              | —                                | Товарищеский матч                |
| 25                               | 18 ноября 2019                   | Ирландия                         | 1:1                              | —                                | Чемпионат Европы 2020 (отбор)    |
| 26                               | 7 октября 2020                   | Фарерские острова                | 4:0                              | —                                | Товарищеский матч                |

Итого: 26 матчей / 1 гол; 13 побед, 11 ничьих, 2 поражения.

## Достижения
«Ольборг»
- Чемпионат Дании по футболу — 2013/2014
- Обладатель Кубка Дании — 2013/2014

«Зюлте-Варегем»
- Обладатель Кубка Бельгии — 2017/2017